# SN 2011dx
SN 2011dx – supernowa typu Ia-pec odkryta 27 czerwca 2011 roku w galaktyce NGC 1376. W momencie odkrycia miała maksymalną jasność 16,50m.